# 보카쥬아프리카살찐생쥐
보카쥬아프리카살찐생쥐(Steatomys bocagei)는 붉은숲쥐과에 속하는 설치류의 일종이다. 앙골라와 콩고, 콩고민주공화국의 토착종이다. 앙골라 평원과 콩고민주공화국 남부-서부의 중앙아프리카에 걸쳐 분포하며, 개체군이 크고 서식지가 안전하기 때문에 국제 자연 보전 연맹(IUCN)이 "관심대상종" 안정적 상태로 평가하고 있다.